# Nghị quyết 68/262 của Đại hội đồng Liên Hợp Quốc
Nghị quyết Đại hội đồng Liên Hợp Quốc 68/262 được thông qua ngày 27 tháng 3 năm 2014 trong phiên họp thứ 68 của Đại hội đồng Liên Hợp Quốc để đáp ứng với sự sáp nhập Krym của Nga. Nghị quyết này mang tên "Lãnh thổ toàn vẹn của Ukraina". Nghị quyết này không ràng buộc, được 100 quốc gia thành viên Liên Hợp Quốc bỏ phiếu thuận, khẳng định cam kết của Đại hội đồng cho sự toàn vẹn lãnh thổ của Ukraina được quốc tế công nhận và nhấn mạnh sự vô hiệu của trưng cầu dân ý Krym 2014, 11 quốc gia đã bỏ phiếu chống nghị quyết này, 58 phiếu trắng và hơn 24 quốc gia đã vắng mặt khi bỏ phiếu diễn ra.
Nghị quyết đã được các nước Canada, Costa Rica, Đức, Litva, Ba Lan và Ukraina giới thiệu. Việc áp dụng nghị quyết đã được thực hiện trước đó với những nỗ lực không thành công của Hội đồng Bảo an Liên Hợp Quốc triệu tập bảy phiên để giải quyết cuộc khủng hoảng Krym, chỉ để nhận được một lần dùng quyền phủ quyết của nước Nga.